# セス・マイヤーズ
セス・アダム・マイヤーズ（Seth Adam Meyers, 1973年12月28日 - ）は、アメリカ合衆国の俳優、声優、脚本家、プロデューサー、テレビ番組司会者、コメディアン。
NBC『サタデー・ナイト・ライブ』の元第一脚本家で、番組内のニュースパロディコーナー『Weekend Update 』で司会を務め、2014年2月1日を最後に同番組を降板した。同年2月24日から『レイト・ナイト・ウィズ・セス・マイヤーズ』の司会を務めている。

## 経歴

### 生い立ち
イリノイ州エバンストンで、金融業のローレンス・マイヤーズ・ジュニアと中学校のフランス語教師のヒラリー・クレア（旧姓：オースン）のもとに生まれる。弟は俳優のジョシュ・マイヤーズ。父方の祖父はユダヤ系、祖母はチェコ系。他にスウェーデン、イギリス、ドイツの系統を引いている。
ニューハンプシャー州マンチェスターおよびその郊外のベッドフォードで育ち、マンチェスター高等学校に通学した。エヴァンストンにあるノースウェスタン大学に進学し、フラタニティ「Phi Gamma Delta」のメンバーとなった。
大学在学中、即興劇団「Mee-Ow」に所属し、即興劇を始める。「Preponderate」と共に「ImprovOlympic」に所属しながら、オランダのアムステルダムを本拠地とする英語の即興劇団「Boom Chicago」に弟と共に所属した。

### 『サタデー・ナイト・ライヴ』
2001年、脚本家として『サタデー・ナイト・ライヴ』に第27シーズンから参加する。
2004年、ジョン・チョーと共にコメディ映画『See This Movie 』に主演。2008年には、ブレンダン・フレイザー、アニタ・ブリエムと共に3D映画『センター・オブ・ジ・アース』に出演した。同年、映画『キミに逢えたら!』にもカメオ出演し、主人公をタクシーと間違う酔っ払いを演じた。同年7月、『Crackle』のウェブシリーズ『The Line 』で監督を務める。
2005年、『サタデー・ナイト・ライヴ』において脚本監督を志望し、2006年1月、ティナ・フェイ、アンドリュー・スティールと共に第一脚本家となった。2004年、フェイと共に『Weekend Update 』コーナーの共同アンカーのオーディションを受けたが、エイミー・ポーラーが合格し、マイヤーズは不合格であった。
フェイの離脱により、2006年から2007年にかけてのシーズンでは第一脚本家となり、ポウラーと共に『Weekend Update 』の共同アンカーとなった。ポウラーの離脱後、2008年から2013年の間、『Weekend Update 』のアンカーとなった。
2007年-2008年全米脚本家組合ストライキをサポートすると同時にピケを張り、インタビューでは「私たちは皆、仕事があることをとても幸せに思っている。私たちの要求はそんなに高くないはずだ。人々のテレビ視聴は多様化しているのだから、規則もそれによって変えるべきだ」と語った。しかし、大統領予備選を逃したことを後悔しているとも語った。
2008年アメリカ合衆国大統領選挙の期間中、『レイト・ショー・ウィズ・デイヴィッド・レターマン』において、共和党副大統領候補サラ・ペイリンの物真似をするフェイと出演。2009年秋には、『Saturday Night Live Weekend Update Thursday 』の2エピソードでポウラーと共に共同アンカーを務めた。　2013年から2014年にかけてのシーズンでは、セシリー・ストロングと共に共同アンカーを務めた。

### ホワイトハウス晩餐会
2008年と2009年の2回、ウェビー賞授賞式の司会を務めた。2009年にはワシントン州シアトルにあるセーフコ・フィールドでマイクロソフトの株主総会の司会を務めたほか、2010年と2011年にはESPNでESPY賞授賞式の司会を務めた。
2011年4月、ホワイトハウス記者クラブ晩餐会で基調演説者を務める。冒頭の挨拶ではウサーマ・ビン・ラーディンの潜伏をジョークにし、午後にC-SPANのテレビ番組でビン・ラディンが司会をしていたと語った。この時点では、マイヤーズは翌日にウサーマ・ビン・ラーディンの殺害が計画されていることを知らなかった。

### 『レイト・ナイト』
2013年5月12日、NBCはジミー・ファロンが『ザ・トゥナイト・ショー』出演のため『レイト・ナイト・ウィズ・ジミー・ファロン』から降板することとなり、『レイト・ナイト』の後任をマイヤーズが務めることを発表した。同年2月10日、『サタデー・ナイト・ライヴ』で共演していたアーミセンが『レイト・ナイト』の専属バンド「The 8G Band」のバンドリーダーを務めることが発表された。
2014年2月1日、レギュラーとしては『サタデー・ナイト・ライヴ』における最後の出演となった。『Weekend Update』のコーナーにはストロングの他にポウラー、ビル・ヘイダー演じるステファン、アンディ・サムバーグ、フレッド・アーミセン演じるデビッド・パターソン・ニューヨーク州知事などが登場した。
2014年2月24日からマイヤーズによる『レイト・ナイト』が放送開始し、初回ゲストには『サタデー・ナイト・ライヴ』の『Weekend Update』で共にアンカーを務めたポウラーが出演した。

## 芸風

### 物真似
『サタデー・ナイト・ライヴ』では、マイヤーズはジョン・ケリー、マイケル・ケイン、アンダーソン・クーパー、キャロット・トップ、チャールズ3世、ライアン・シークレスト、ショーン・ペン、ストーン・フィリップス、トビー・マグワイア、ペイトン・マニング、ベン・カーティス（別名：ディル・デュード）、タイ・ペニントン、ビル・カウワー、ブライアン・ウィリアムズ、ニコレット・シェリダン、ウエイド・ロブソン、ドナルド・トランプ・ジュニア、トム・クルーズ、ケヴィン・フェダーラインなどの物真似をした。
2004年5月1日、第29シーズンにリンジー・ローハンが出演した際には、『ハリー・ポッター』のパロディでロン・ウィーズリー役を演じた。

### キャラクター
レギュラーキャラクターとしては、子供たちの行動をカメラで隠し撮りする『Pranksters』司会のザック・リッキー役、『Appalachian Emergency Room』司会兼受付のネロッド役、同僚を侮辱する科学者のデイヴィッド・ジンガー役、『Jarett's Room』のウェブカムによるDJ・ジョナサン・ファインステイン役、『that should be divorced』でポウラーと共に今にも離婚しそうな夫ダン・ニーラー役、『Top o' the Morning』という架空のアイルランドのトーク番組に出演するウィリアム・フィッツパトリック役、『Original Kings of Catchphrase Comedy』のコメディアンの1人であるボストン・パワーズ役などを演じた。

### その他
- Bravoの『Celebrity Poker Showdown 』第3シーズンで優勝し、マサチューセッツ州ボストンを拠点とするThe Jimmy Fundに賞金10万ドルを寄付した[23][24]。
- 『サタデー・ナイト・ライヴ』の共演者であったヘイダーと共に『スパイダーマン』の単発物『The Short Halloween 』の脚本を執筆。ケヴィン・マグワイアが絵を入れ、2009年5月28日に発表された。Comic Book Resourcesのベンジャミン・バーディからは、5つ星中3.5の評価を得た[25]。
- 『サタデー・ナイト・ライヴ』のマイク・シューメイカーと共に30分のアニメ『The Awesomes 』を製作。Hulu.comに採用され、ローン・マイケルズのプロダクション会社であるブロードウエイ・ビデオによりプロデュースされた[26]。

## 私生活
- 2013年7月、人権問題専門の弁護士であるアレクシー・アッシュと数年の交際の後に婚約[27]。同年9月1日、マーサズ・ヴィニヤードで結婚した[28]。
- マイヤーズは野球のボストン・レッドソックス、バスケットボールのボストン・セルティックス、そして父親がペンシルベニア州ピッツバーグ出身のためアメリカンフットボールのピッツバーグ・スティーラーズ、出身大学のチームのNorthwestern Wildcats、サッカーのプレミアリーグのウェストハム・ユナイテッドFCの熱狂的ファンである[29][30]。
- またマイヤーズはジョー・ヒルによる超自然コミック『Locke & Key』のファンでもある。IDW Publishingは公式グッズである鍵をマイヤーズに贈った[31]。
- 自身はユダヤ系の自覚はないとしているが、Jewish Community Centerに何度か出演している[32][33][34]。
- 2008年、バラク・オバマの大統領選資金として4,000ドルを寄付した[35]。

## 出演作品

### 映画
| 年   | 題                                                            | 役                     | 特記事項 |
| ---- | ------------------------------------------------------------- | ---------------------- | -------- |
| 2004 | See This Movie                                                | Jake Barrymore         |          |
| 2004 | Maestro                                                       | Tim Healy              | 短編     |
| 2004 | Thunder Road                                                  | Voice Over             | 短編     |
| 2005 | Perception                                                    | Steven                 |          |
| 2005 | The Adventures of Big Handsome Guy and his Little Friend      | Disgruntled Dork       | 短編     |
| 2006 | アメリカン・ドリームズ American Dreamz                        | Chet Krogl             |          |
| 2008 | センター・オブ・ジ・アース Journey to the Center of the Earth | Professor Alan Kitzens |          |
| 2008 | キミに逢えたら! Nick and Norah's Infinite Playlist            | Drunk Guy in Yugo      |          |
| 2009 | スプリング・ブレイクダウン Spring Breakdown                   | William Rushfield      |          |
| 2011 | ケイト・レディが完璧な理由 I Don't Know How She Does It       | Chris Bunce            |          |
| 2011 | ニューイヤーズ・イブ New Year's Eve                           | Griffin                |          |

### テレビ番組
| 年        | 題                                                                   | 役           | 特記事項                                                   |
| --------- | -------------------------------------------------------------------- | ------------ | ---------------------------------------------------------- |
| 2001      | スピン・シティ Spin City                                             | Doug         | エピソード 『Rain on My Charades 』                        |
| 2001–2014 | サタデー・ナイト・ライブ Saturday Night Live                         | 本人 その他  | Head Writer                                                |
| 2008–2012 | Saturday Night Live Weekend Update Thursday                          | 本人         | 8 episodes                                                 |
| 2010      | ESPY賞授賞式 2010 ESPY Awards                                        | 本人（司会） | TV Special                                                 |
| 2011      | ホワイトハウス記者クラブ晩餐会 White House Correspondents Dinner     | 本人         | TV Special                                                 |
| 2011      | ESPY賞授賞式 2011 ESPY Awards                                        | 本人（司会） | 特別番組                                                   |
| 2012      | The Mindy Project                                                    | Matt         | エピソード『Hiring and Firing 』                           |
| 2013      | The Office                                                           | 本人         | エピソード『Finale 』                                      |
| 2013      | The Awesomes                                                         | Prock (声)   | 製作、脚本 エグゼクティヴ・プロデューサー、声優            |
| 2014      | レイト・ナイト・ウィズ・セス・マイヤーズ Late Night with Seth Meyers | 本人（司会） | 脚本、エグゼクティヴ・プロデューサー 2014年2月24日放送開始 |

## 受賞歴
| 年   | 賞                                                       | 作品                                                | 結果       |
| ---- | -------------------------------------------------------- | --------------------------------------------------- | ---------- |
| 2008 | 2007年全米脚本家組合賞 コメディ/バラエティ(トーク)番組賞 | サタデー・ナイト・ライブ Saturday Night Live        | ノミネート |
| 2008 | プライムタイム・エミー賞 バラエティ番組脚本賞            | サタデー・ナイト・ライヴ                            | ノミネート |
| 2009 | 2008年全米脚本家組合賞 コメディ/バラエティ(トーク)番組賞 | サタデー・ナイト・ライヴ                            | 受賞       |
| 2009 | プライムタイム・エミー賞 バラエティ番組脚本賞            | サタデー・ナイト・ライヴ                            | ノミネート |
| 2010 | 2009年全米脚本家組合賞 コメディ/バラエティ(トーク)番組賞 | サタデー・ナイト・ライヴ                            | 受賞       |
| 2010 | プライムタイム・エミー賞 バラエティ番組脚本賞            | サタデー・ナイト・ライヴ                            | ノミネート |
| 2011 | 2010年全米脚本家組合賞 コメディ/バラエティ(トーク)番組賞 | サタデー・ナイト・ライヴ                            | ノミネート |
| 2011 | プライムタイム・エミー賞 バラエティ番組脚本賞            | サタデー・ナイト・ライヴ                            | ノミネート |
| 2011 | プライムタイム・エミー賞 オリジナル作詞作曲賞            | サタデー・ナイト・ライヴ                            | 受賞       |
| 2012 | 2011年全米脚本家組合賞 コメディ/バラエティ(トーク)番組賞 | サタデー・ナイト・ライヴ                            | ノミネート |
| 2012 | ゴールデンラズベリー賞 最低スクリーンカップル賞          | ニューイヤーズ・イブ New Year's Eve                 | ノミネート |
| 2012 | プライムタイム・エミー賞 バラエティ番組脚本賞            | サタデー・ナイト・ライヴ                            | ノミネート |
| 2012 | プライムタイム・エミー賞 オリジナル作詞作曲賞            | サタデー・ナイト・ライヴ                            | ノミネート |
| 2013 | 2012年全米脚本家組合賞 コメディ/バラエティ(トーク)番組賞 | サタデー・ナイト・ライヴ                            | ノミネート |
| 2013 | プライムタイム・エミー賞 バラエティ番組脚本賞            | サタデー・ナイト・ライヴ                            | ノミネート |
| 2013 | プライムタイム・エミー賞 バラエティ番組脚本賞            | Saturday Night Live Weekend Update Thursday         | ノミネート |
| 2013 | プライムタイム・エミー賞 バラエティ特別番組脚本賞        | 第70回ゴールデングローブ賞 70th Golden Globe Awards | ノミネート |
| 2014 | 2013年全米脚本家組合賞 コメディ/バラエティ(トーク)番組賞 | サタデー・ナイト・ライヴ                            | 未決定     |